# Circonscription électorale d'Albacete
Ne doit pas être confondu avec Circonscription autonomique d'Albacete.
La circonscription électorale d'Albacete est l'une des cinquante-deux circonscriptions électorales espagnoles utilisées comme divisions électorales pour les élections générales espagnoles.
Elle correspond géographiquement à la province d'Albacete.

## Historique
Elle est instaurée en 1977 par la loi pour la réforme politique puis confirmée avec la promulgation de la Constitution espagnole qui précise à l'article 68 alinéa 2 que chaque province constitue une circonscription électorale.

## Congrès des députés

### Synthèse
|             |       | 1977 | 1979 | 1982 | 1986 | 1989 | 1993 | 1996 | 2000 | 2004 | 2008 | 2011 | 2015 | 2016 | 04/19 | 11/19 | 2023 |
| ----------- | ----- | ---- | ---- | ---- | ---- | ---- | ---- | ---- | ---- | ---- | ---- | ---- | ---- | ---- | ----- | ----- | ---- |
| UCD         |       | 2    | 2    |      |      |      |      |      |      |      |      |      |      |      |       |       |      |
| AP & alliés |       |      |      | 1    | 1    |      |      |      |      |      |      |      |      |      |       |       |      |
| PSOE        |       | 2    | 2    | 3    | 3    | 3    | 2    | 2    | 2    | 2    | 2    | 1    | 1    | 1    | 2     | 2     | 2    |
| PP          |       |      |      |      |      | 1    | 2    | 2    | 2    | 2    | 2    | 3    | 2    | 2    | 1     | 1     | 2    |
| Cs          |       |      |      |      |      |      |      |      |      |      |      |      | 1    |      | 1     |       |      |
| Podemos     |       |      |      |      |      |      |      |      |      |      |      |      |      | 1    |       |       |      |
| Vox         |       |      |      |      |      |      |      |      |      |      |      |      |      |      |       | 1     |      |
|             |       |      |      |      |      |      |      |      |      |      |      |      |      |      |       |       |      |
| Total       | Total | 4    | 4    | 4    | 4    | 4    | 4    | 4    | 4    | 4    | 4    | 4    | 4    | 4    | 4     | 4     | 4    |

### 1977
| Parti | Parti | Députés                                             |
| ----- | ----- | --------------------------------------------------- |
| UCD   |       | José Luis Moreno García, Francisco Ruiz Risueño     |
| PSOE  |       | Juan Francisco Delgado Ruiz, Antonio Peinado Moreno |

### 1979
| Parti | Parti | Députés                                    |
| ----- | ----- | ------------------------------------------ |
| UCD   |       | Juana Arce Molina, José Luis Moreno García |
| PSOE  |       | José Bono, Antonio Peinado Moreno          |

### 1982
| Parti  | Parti | Députés                                                        |
| ------ | ----- | -------------------------------------------------------------- |
| PSOE   |       | Francisco Segovia Solano, José Bono, Virginio Sánchez Barberán |
| AP-PDP |       | Juan Molina Cabrera                                            |

- José Bono (PSOE) est remplacé en 1983 par Manuel Ángel Aguilar Belda.

### 1986
| Parti | Parti | Députés                                                                     |
| ----- | ----- | --------------------------------------------------------------------------- |
| PSOE  |       | Juan de Dios Izquierdo, Virginio Sánchez Barberán, Francisco Segovia Solana |
| CP    |       | Miguel Ramírez González                                                     |

### 1989
| Parti | Parti | Députés                                                                |
| ----- | ----- | ---------------------------------------------------------------------- |
| PSOE  |       | Juan de Dios Izquierdo, Rita Moraga Ferrándiz, Angel Samuel Galán Cano |
| PP    |       | Miguel Ramírez González                                                |

### 1993
| Parti | Parti | Députés                                                |
| ----- | ----- | ------------------------------------------------------ |
| PP    |       | Atanasio Ballesteros Morcillo, Miguel Ramírez González |
| PSOE  |       | Juan de Dios Izquierdo, José Jérez Colino              |

- Juan de Dios Izquierdo (PSOE) est remplacé en 1994 par José Cuenca Rico.

### 1996
| Parti | Parti | Députés                                                |
| ----- | ----- | ------------------------------------------------------ |
| PP    |       | Miguel Ramírez González, Atanasio Ballesteros Morcillo |
| PSOE  |       | Rosario García Linares, Joaquín Iñiguez Molina         |

- Miguel Ramírez (PP) est remplacé en 1996 par José Alarcón Molina.
- Atanasio Ballesteros (PP) est remplacé en 1999 par Enrique García Martínez.

### 2000
| Parti | Parti | Députés                                           |
| ----- | ----- | ------------------------------------------------- |
| PP    |       | Margarita Mariscal de Gante, Héctor Esteve Ferrer |
| PSOE  |       | Matilde Valentín, Manuel Ángel Aguilar Belda      |

- Matilde Valentín (PSOE) est remplacée en 2003 par Juan Solera Alba.
- Manuel Ángel Aguilar (PSOE) est remplacé en 2000 par Jesús Javier Perea Cortijo.

### 2004
| Parti | Parti | Députés                                                 |
| ----- | ----- | ------------------------------------------------------- |
| PP    |       | Héctor Esteve Ferrer, María Encarnación Naharro de Mora |
| PSOE  |       | María Pilar López Rodríguez, Siro Torres García         |

- Encarnación Naharro (PP) est remplacée en 2007 par José Miguel González Moraga.

### 2008
| Parti | Parti | Députés                                           |
| ----- | ----- | ------------------------------------------------- |
| PP    |       | Sixto González García, Álvaro Nadal               |
| PSOE  |       | Manuel Pérez Castell, María Pilar López Rodríguez |

### 2011
| Parti | Parti | Députés                                                                    |
| ----- | ----- | -------------------------------------------------------------------------- |
| PP    |       | Maravillas Concepción Falcón Dacal, Álvaro Nadal, Francisco Molinero Hoyos |
| PSOE  |       | Manuel Gabriel González Ramos                                              |

- Álvaro Nadal est remplacé en 2011 par Irene Moreno Felipe.

### 2015
| Parti | Parti | Députés                                               |
| ----- | ----- | ----------------------------------------------------- |
| PP    |       | Francisco Molinero Hoyos, María Carmen Navarro Lacoba |
| PSOE  |       | Manuel Gabriel González Ramos                         |
| Cs    |       | Onésimo Eduardo González Martínez                     |

### 2016
| Parti   | Parti | Députés                                               |
| ------- | ----- | ----------------------------------------------------- |
| PP      |       | Francisco Molinero Hoyos, María Carmen Navarro Lacoba |
| PSOE    |       | Manuel Gabriel González Ramos                         |
| Podemos |       | María Teresa Arévalo Caraballo                        |

- Manuel Gabriel González Ramos (PSOE) est remplacé en juin 2018 par Soledad Amada Velasco Baides.

### Avril 2019
| Parti | Parti | Députés                                                 |
| ----- | ----- | ------------------------------------------------------- |
| PSOE  |       | Manuel Gabriel González Ramos, María Luisa Vilches Ruiz |
| PP    |       | María Carmen Navarro Lacoba                             |
| Cs    |       | María Dolores Arteaga                                   |

### Novembre 2019
| Parti | Parti | Députés                                                 |
| ----- | ----- | ------------------------------------------------------- |
| PSOE  |       | Manuel Gabriel González Ramos, María Luisa Vilches Ruiz |
| PP    |       | María Carmen Navarro Lacoba                             |
| Vox   |       | Rafa Lomana                                             |

- Manuel Gabriel González Ramos (PSOE) est remplacé en mars 2022 par José Carlos Díaz Rodríguez.

### 2023
| Parti | Parti | Députés                                             |
| ----- | ----- | --------------------------------------------------- |
| PP    |       | María Carmen Navarro Lacoba, Antonio Martínez Gómez |
| PSOE  |       | Emilio Sáez Cruz, Isabel Belén Iniesta Egido        |

## Sénat

### Synthèse
|             |       | 1977 | 1979 | 1982 | 1986 | 1989 | 1993 | 1996 | 2000 | 2004 | 2008 | 2011 | 2015 | 2016 | 04/19 | 11/19 | 2023 |
| ----------- | ----- | ---- | ---- | ---- | ---- | ---- | ---- | ---- | ---- | ---- | ---- | ---- | ---- | ---- | ----- | ----- | ---- |
| UCD         |       | 3    | 3    |      |      |      |      |      |      |      |      |      |      |      |       |       |      |
| AP & alliés |       |      |      | 1    | 1    |      |      |      |      |      |      |      |      |      |       |       |      |
| PSOE        |       | 1    | 1    | 3    | 3    | 3    | 3    | 1    | 1    | 1    | 1    | 1    | 1    | 1    | 3     | 2     | 1    |
| PP          |       |      |      |      |      | 1    | 1    | 3    | 3    | 3    | 3    | 3    | 3    | 3    | 1     | 2     | 3    |
|             |       |      |      |      |      |      |      |      |      |      |      |      |      |      |       |       |      |
| Total       | Total | 4    | 4    | 4    | 4    | 4    | 4    | 4    | 4    | 4    | 4    | 4    | 4    | 4    | 4     | 4     | 4    |

### 1977
| Parti | Parti | Sénateurs                                                       |
| ----- | ----- | --------------------------------------------------------------- |
| UCD   |       | Juana Arce Molina, Luis Piñero Fernández, Juan Vázquez Alberich |
| PSOE  |       | Andrés José Picazo González                                     |

### 1979
| Parti | Parti | Sénateurs                                                                    |
| ----- | ----- | ---------------------------------------------------------------------------- |
| UCD   |       | José Herrero Arcas, Francisco Ruiz Risueño, Pedro Francisco Gutiérrez Pulido |
| PSOE  |       | Juan Francisco Delgado Ruiz                                                  |

- Pedro Gutiérrez (UCD) est remplacé en 1979 par Andrés José Picazo González.

### 1982
| Parti  | Parti | Sénateurs                                                           |
| ------ | ----- | ------------------------------------------------------------------- |
| PSOE   |       | Ángel Samuel Galán Cano, Juan de Dios Izquierdo, Ángel Orozco Gómez |
| AP-PDP |       | José Alarcón Molina                                                 |

### 1986
| Parti | Parti | Sénateurs                                                               |
| ----- | ----- | ----------------------------------------------------------------------- |
| PSOE  |       | Manuel Ángel Aguilar Belda, Ángel Samuel Galán Cano, Ángel Orozco Gómez |
| CP    |       | José Alarcón Molina                                                     |

### 1989
| Parti | Parti | Sénateurs                                                                |
| ----- | ----- | ------------------------------------------------------------------------ |
| PSOE  |       | Manuel Ángel Aguilar Belda, Emigdio Martínez Catalán, Ángel Orozco Gómez |
| PP    |       | Manuel Acacio Collado                                                    |

### 1993
| Parti | Parti | Sénateurs                                                                  |
| ----- | ----- | -------------------------------------------------------------------------- |
| PSOE  |       | Manuel Ángel Aguilar Belda, Ángel Samuel Galán Cano, Rita Moraga Ferrándiz |
| PP    |       | Manuel Acacio Collado                                                      |

### 1996
| Parti | Parti | Sénateurs                                                             |
| ----- | ----- | --------------------------------------------------------------------- |
| PP    |       | Manuel Acacio Collado, José María Barcina Magro, Juan Garrido Herráez |
| PSOE  |       | Manuel Ángel Aguilar Belda                                            |

### 2000
| Parti | Parti | Sénateurs                                                                   |
| ----- | ----- | --------------------------------------------------------------------------- |
| PP    |       | Atanasio Ballesteros Morcillo, Sixto González García, Antonio Ruipérez Ruiz |
| PSOE  |       | Antonio Callado García                                                      |

### 2004
| Parti | Parti | Sénateurs                                                                        |
| ----- | ----- | -------------------------------------------------------------------------------- |
| PP    |       | María del Rosario Casado Sobrino, Sixto González García, Antonio Serrano Aguilar |
| PSOE  |       | Antonio Callado García                                                           |

### 2008
| Parti | Parti | Sénateurs                                                                               |
| ----- | ----- | --------------------------------------------------------------------------------------- |
| PP    |       | Fermín José Cerdán Gosálvez, Dimas Francisco Cuevas Cuerda, Encarnación Naharro de Mora |
| PSOE  |       | Diego García Caro                                                                       |

### 2011
| Parti | Parti | Sénateurs                                                                      |
| ----- | ----- | ------------------------------------------------------------------------------ |
| PP    |       | Dimas Francisco Cuevas Cuerda, Carmen Belén Torres Sánchez, Vicente Aroca Sáez |
| PSOE  |       | Pedro Antonio Ruiz Santos                                                      |

- Pedro Antonio Ruiz Santos est remplacé en juillet 2015 par Josefa Moreno Docón.

### 2015
| Parti | Parti | Sénateurs                                                                       |
| ----- | ----- | ------------------------------------------------------------------------------- |
| PP    |       | Vicente Aroca Sáez, Antonio Marcial Marín Hellín, María Rosario Rodríguez Rueda |
| PSOE  |       | Matilde Valentín                                                                |

### 2016
| Parti | Parti | Sénateurs                                                                       |
| ----- | ----- | ------------------------------------------------------------------------------- |
| PP    |       | Vicente Aroca Sáez, Antonio Marcial Marín Hellín, María Rosario Rodríguez Rueda |
| PSOE  |       | Matilde Valentín                                                                |

- Marcial Marín (PP) est remplacé en janvier 2017 par Simón Valentín Bueno Vargas.

### Avril 2019
| Parti | Parti | Sénateurs                                                                   |
| ----- | ----- | --------------------------------------------------------------------------- |
| PSOE  |       | Francisco Valera González, Donelia Roldán Martínez, Manuel Miranda Martínez |
| PP    |       | Antonio Serrano Aguilar                                                     |

- Francisco Valera (PSOE) est remplacé en juillet 2019 par María Victoria Leal Utiel.

### Novembre 2019
| Parti | Parti | Sénateurs                                        |
| ----- | ----- | ------------------------------------------------ |
| PP    |       | Antonio Serrano Aguilar, Ramón Rodríguez López   |
| PSOE  |       | Manuel Miranda Martínez, Donelia Roldán Martínez |

### 2023
| Parti | Parti | Sénateurs                                                      |
| ----- | ----- | -------------------------------------------------------------- |
| PP    |       | Simón Valentín Bueno Vargas, Miriam García Navarro, Pilar Rojo |
| PSOE  |       | Amparo Torres Valencoso                                        |